# 粵中客語
粵中客語，或稱客家語粵中片，是漢語族客家語的一個支系，主要分佈在中國廣東省的東江中上游流域。

## 劃分與特點
中国社科院和澳大利亚人文科学院合编的1987年版《中国语言地图集》将中國客家語分成八個大片，粵中片為其中之一。
在廣東省4個大片當中，粵中片的主要特點是[m n ŋ p t k]韻尾俱全和第一人稱“我”讀[ŋoi]，有的同時也可說[ŋai]。殺雞的殺，粵中片一般說“捋”[lot]，而粵台片主要說“治”[ts'ɿ]、[tʂ'ʅ]或“劏”[t'ɔŋ]。主要分佈在和平、連平、龍川、博羅、河源等5個縣市。

## 近況
隨著研究資料和方言點的增加，客家話的分區都重新劃分。謝留文、黃雪貞在2007年的《客家方言的分區》裡取消了粵中片，併入粵台片。而侯小英認為粵中片與惠州片的特點相當一致，可以合併為一個大片。

## 註腳
1. ↑  李榮. . 香港: 香港朗文（遠東）出版社. 1988  [2015-01-01]. ISBN 0582999030. （原始内容存档于2015-01-01） （中文）.
2. ↑  侯小英 編《東江中上游本地話研究》，廈門大學漢語言文字學博士生論文，2008